# Jerarquía (serie de televisión)
Jerarquía (en hangul, 하이라키) es una serie de televisión web surcoreana dirigida por Bae Hyun-jin y protagonizada por Noh Jung-eui, Lee Chae-min, Kim Jae-won, Ji Hye-won y Lee Won-jung. Es una producción de Studio Dragon dividida en siete capítulos, que se emitirá en la plataforma Netflix desde el 7 de junio de 2024.

## Sinopsis
La serie describe la historia de Kang Ha, un estudiante transferido que ingresa a la prestigiosa escuela secundaria Jooshin, cuyos alumnos están elegidos entre las familias más adineradas e influyentes del país, y donde el 0,01 % superior gobierna e impone su ley al resto. Pero Ha esconde un secreto, lo que provoca una grieta en el sólido mundo de la escuela.

## Reparto

### Principal
- Noh Jung-eui como Jung Jae-yi, la hija mayor del Grupo Jaeyool, rival del Grupo Jooshin y reina de la escuela secundaria Jooshin.[5][6]
- Lee Chae-min como Kang Ha, un estudiante becado y transferido a la escuela secundaria Jooshin que guarda un secreto detrás de su brillante sonrisa.[7][8]
- Kim Jae-won como Kim Ri-an, el estudiante número uno de la escuela secundaria y sucesor del Grupo Jooshin.[9][10]
- Ji Hye-won como Yoon He-ra, la hija menor de International Yoon, una importante empresa comercial coreana, y la encarnación de los celos.[11][12]
- Lee Won-jung como Lee Woo-jin, el segundo hijo de una familia que ha producido políticos durante generaciones.[13][14]

### Secundario

#### Alumnos de la escuela secundaria Jooshin
- Seo Beom-joon como Nam Joo-won, estudiante becario, hijo de la directora.[15]
- Lee Min-goo como Baek Chan-min, un estudiante becado en Jooshin que está en último curso y mantiene bajo control a los de su clase.

- Kim Tae-jung como Choi Yoon-seok, el tercer hijo del jefe de Estado Mayor del Ejército. Es un rebelde que vive y muere por lealtad y es el mejor luchador de la escuela. Está siempre listo para seguir las instrucciones de Ri-an.[16][17]
- Kwon Eun-bin como Kil Ye-ji, una estudiante de la escuela Jooshin, amiga de He-ra.[18]
- Pyo Young-seo como Ryoo Ba-da, una estudiante de Jooshin, amiga de He-ra.
- Yoon Seok-ho como Park Tae-ho, hijo único del dueño de un hotel, y estudiante de la escuela Jooshin con una conexión pasada con Ha, pues fueron compañeros también en primaria.[19]
- Seo Joon como Kim Sun-woo, un estudiante de primer año en Jooshin, que inmediatamente llama la atención de los compañeros y se convierte en un tema candente.[20]

#### Personal de la escuela
- Bae Hae-sun como Park Hee-sun, la directora de la escuela Jooshin.
- Chae Seo-an como Han Ji-soo, una profesora de Jooshin que tiene una relación con Woo-jin.

#### Familiares de alumnos
- Yoon Se-ah como Ahn Hye-won, la madre de Ri-an, presidenta de la escuela Jooshin.
- Lee Seung-joon como Yoon Byung-keun, padre de He-ra, director ejecutivo de la empresa de inversiones International Yoon, que atraviesa por un mal momento.
- Choi Won-young como Jung Ki-young, director ejecutivo del Grupo Jaeyool, y padre de Jae-yi y Jae-hyuk.
- Kim Joon-hyung como Jung Jae-hyuk, el hermano menor de Jae-yi.
- Lee Do-kook como Lee Han-jong, el padre de Woo-jin.
- Kim Min-chul como Kang In-han, hermano mellizo de Ha, un estudiante tranquilo y atento de la escuela Jooshin. Ocupó el primer lugar en el país e ingresó en la escuela gracias a una beca, pero muere repentinamente en un accidente, dejando dudas sobre la causa de este.[21][22]
- Lee Na-ra como Song In-kyung, la madre de Ye-ji.

#### Otros
- Lee Yoon-woo como Park Seo-joon, el prometido de Jae-yi, aunque acaba detenido por posesión de drogas.
- Oh Seung-hee como la señora Kim, secretaria de Ri-an.

### Apariciones especiales
- Oh Na-ra como la nueva directora de la escuela Jooshin.

## Producción y promoción
La dirección corre a cargo de Bae Hyun-jin, quien codirigió también Start-Up (2020), Big Mouse (2022) y la segunda parte de Alquimia de almas (2023). La guionista es Choo Hye-mi (About Time, 2018), quien explicó así el significado del título Jerarquía: contiene el conflicto entre aquellos que dan por sentado proteger una sociedad de clases sólida y alguien que quiere destruirla». Para Choo, «el núcleo de Jerarquía es el crecimiento de una juventud torpe. Es una historia de jóvenes inmaduros y torpes que se dan cuenta de algo precioso a través de la confusión y las emociones que encuentran por primera vez, y que intentan separarse del mundo jerárquico creado por los adultos, para protegerlo». Sobre la producción, el director Bae señaló que había prestado atención a detalles como el color de las corbatas de los alumnos, que cambiaba para mostrar las diferencias de clase. «Se prestó atención a detalles como el diseño, la textura y la iluminación únicos para cada espacio. Hay muchas expresiones metafóricas de las situaciones que enfrentan los personajes, como el antiguo edificio que encarna el orgullo y las escaleras que simbolizan la clase».
El 16 de mayo de 2024 Netflix anunció la fecha de lanzamiento.El 21 de mayo el equipo de producción publicó imágenes fijas de los personajes, y previamente había lanzado un cartel y un avance. El 23 de mayo y el 1 de junio los cinco protagonistas participaron en el programa de JTBC Knowing Brothers.Ese mismo día se difundieron nuevos fotogramas de la serie.Por último, el 3 de junio se presentó la producción en el hotel Ambassador Seoul Pullman en Jung-gu, Seúl, con la presencia del director Bae Hyun-jin y los actores Noh Jeong-eui, Lee Chae-min, Kim Jae-won, Ji Hye-won y Lee Won-jeong.

## Banda sonora original
La primera canción de la banda sonora original se lanzó el mismo 7 de junio. Se trata de Ruin Life, cantada por el componente del grupo TIOT Geum Jun-hyeon.

## Recepción
La crítica ha llamado la atención sobre la coincidencia temporal de series estrenadas en plataformas OTT que abordan el tema de la vida escolar surcoreana, con sus tensiones, luchas de poder, violencia escolar y estratificación social. En la misma secuencia de Jerarquía se encuentran otras producciones de 2024 como El juego de la pirámide (TVING), High School Return of a Gangster (Wavve y TVING) y Weak Hero Class 2 (Netflix). Uno de los motivos aducidos es que son capaces de atraer la atención del público con contenidos provocativos, reduciendo además los costos de producción al recurrir a actores noveles como protagonistas. Para algunos observadores es un avance notable en la representación de la realidad, aunque se teme también que el riesgo de imitación de algunos comportamientos negativos  de los personajes entre los espectadores más jóvenes sea alto.
La serie se lanzó en un contexto poco favorable para las producciones surcoreanas de Netflix, que habían perdido peso en los intereses del público, incluso entre el asiático, desde siempre una base sólida para su éxito. La época en que al menos en el mercado asiático se daba por seguro el número uno parecía haber pasado. De hecho, un título como The 8 Show, estrenado poco antes, quedó solo en séptimo lugar en su primera semana, pese al nivel del reparto y las expectativas originadas. Con este resultado se situaba por debajo de anteriores producciones de Netflix, que debe competir con el crecimiento de Disney+. También las listas de candidatos para los premios Baeksang Arts de 2024 reflejaban esta tendencia.
Según Netflix Global Top 10, sin embargo, la serie ocupó el segundo lugar mundial de esta plataforma entre los programas de lengua no inglesa: obtuvo 3,5 millones de visitas y 26,6 millones de horas de permanencia en su primera semana, del 3 al 9 de junio. Fue la primera en Tailandia, Indonesia y Vietnam, y estuvo entre las diez primeras en otros 51 países. En esa misma lista se encontraban hasta tres producciones surcoreanas más: en tercer lugar Una familia atípica; en sexto lugar la antes mencionada The 8 Show; y en novena posición La reina de las lágrimas.
Por lo que respecta a la acogida de la serie en su país, escribe Tae Yun-a en Ten Asia que fue fría: «si bien algunos respondieron que era bueno verlo de una manera desenfadada como Boys Over Flowers, hubo muchos que la criticaron por ser una obra que sólo incluía elementos sensacionales y poco desarrollo». La propia Tae critica el cúmulo de «elementos provocativos» en la trama, como la relación inapropiada entre profesora y alumno, el uso de cámaras ocultas, los chantajes, la violencia escolar, etc.

### Crítica
Nam Ji-woo, en Cine21, sugiere que la imitación de anteriores producciones es señal de crisis en Netflix, y escribe a continuación que «los patrones de comportamiento de los adolescentes, que parecen haber ido más allá de los adultos y parecen haber sido trasplantados con los deseos de las personas de mediana edad [...], a veces provocan risas cercanas al lamento. Si hay espectadores que aceptan esto como una especie de estética conceptual, podrán seguir el misterio presentado por Jerarquía hasta el final. Sin embargo, es decepcionante que haya muy pocas líneas buenas y emociones razonables en este drama.
Ham Sang-beom (Sports Seoul) se pregunta en el título de su comentario «cómo llegó la poco convincente Jerarquía al cuarto lugar mundial» de audiencia, pues le achaca muchos defectos: una trama incoherente, que cambia las premisas planteadas al inicio y desconcierta al espectador; la inconsistencia de varios personajes como Jae-yi y Ri-an, que cambian de carácter y comportamiento inopinadamente entre el principio y el final; el hecho mismo de basar poder y prestigio exclusivamente en la riqueza, faltando a la realidad; y la resolución apresurada del misterio de la muerte del alumno. A su favor, parece que algunos de los motivos que facilitaron su éxito fuera de Corea fueron «la atmósfera elegante y glamorosa y la impresionante apariencia de los actores».
Jonathon Wilson (Ready Steady Cut) subraya las muchas similitudes de Jerarquía con la española Élite: es «una imitación de una fórmula muy gastada, tan obvia y vaga en su homenaje que es una pérdida de tiempo [...] Naturalmente, de todos modos será muy popular». Y concluye: «El director Bae Hyun-jin dedica un considerable esfuerzo creativo a volver a contar una historia que ya se ha contado innumerables veces, exactamente de la misma manera que siempre se cuenta. ¿Qué sentido tiene?».